# Psammophis punctulatus
Psammophis punctulatus är en ormart som beskrevs av Duméril, Bibron och Duméril 1854. Psammophis punctulatus ingår i släktet Psammophis och familjen snokar.
Denna orm förekommer i östra Afrika från östra Sudan, Eritrea och Etiopien till Uganda, Kenya och norra Tanzania. Arten lever i låglandet och i bergstrakter upp till 1400 meter över havet. Individerna vistas i öppna buskskogar som domineras av växter från släktet Acacia, i savanner och i halvöknar. De besöker även angränsande jordbruksmark, trädgårdar och byggnader. Honor lägger 3 till 12 ägg per tillfälle.
För beståndet är inga hot kända. Antagligen har Psammophis punctulatus bra anpassningsförmåga. IUCN listar arten som livskraftig (LC).

## Underarter
Arten delas in i följande underarter:
- P. p. punctulatus
- P. p. trivirgatus